# Grevillea roycei
Grevillea roycei är en tvåhjärtbladig växtart som beskrevs av Mcgill.. Grevillea roycei ingår i släktet Grevillea och familjen Proteaceae. Inga underarter finns listade i Catalogue of Life.